# Driezna
Driezna (ros. Дрезна) – miasto w Rosji, w obwodzie moskiewskim, 83 km na wschód od Moskwy. W 2020 liczyło 11 313 mieszkańców.
Znajduje tu się stacja kolejowa Driezna, położona na nowym szlaku Kolei Transsyberyjskiej.